# Radha

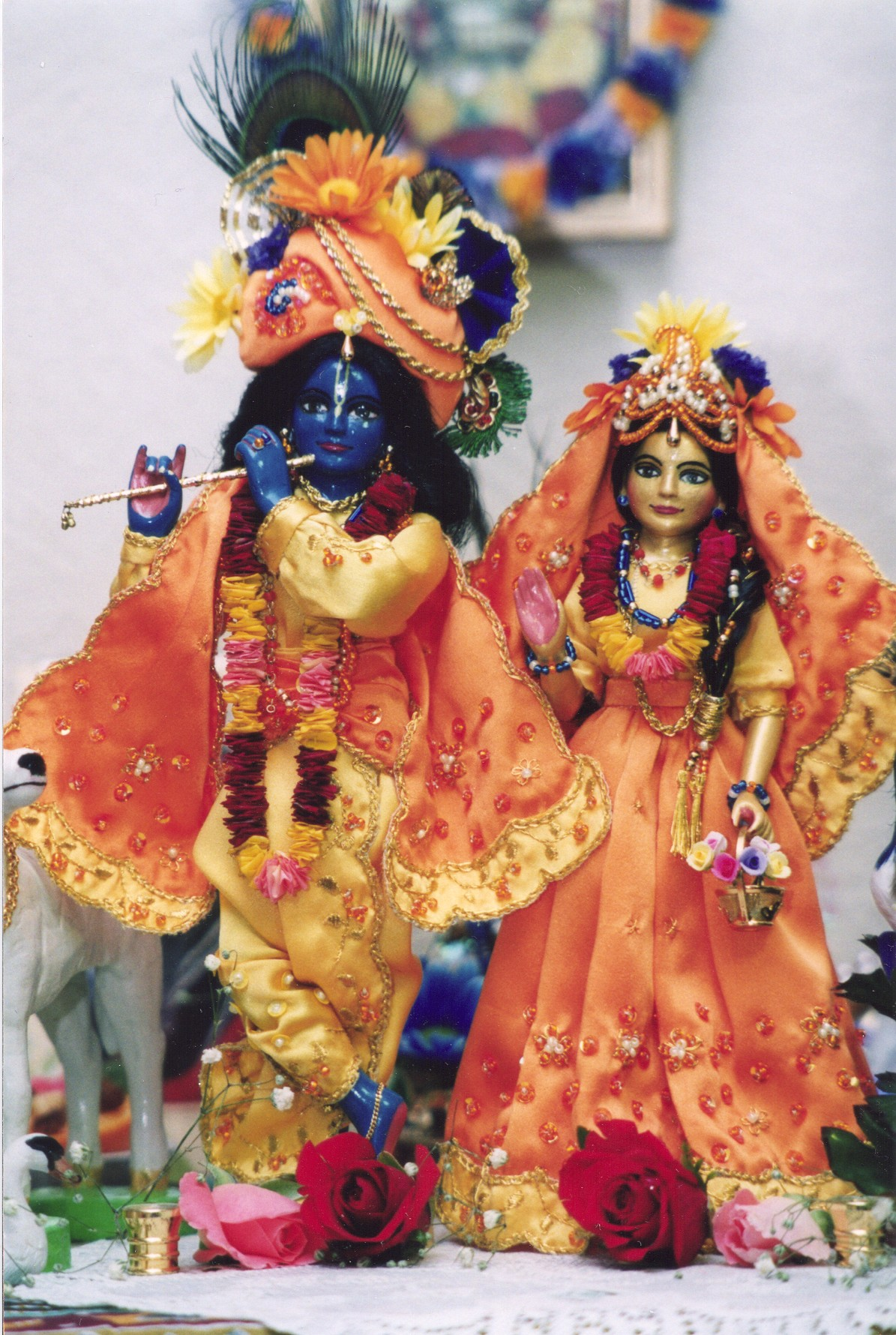
Bóstwa Kryszny (Gokulanandy) i Radharani

Radha (dewanagari राधा) (także Radharani) – w hinduizmie córka Wriśabanu i Kirti, ukochana gopi Kryszny. W wisznuizmie (krysznaizmie) uważa się, że Radha i Kryszna są jednością w dwóch formach (Radha jest emanacją Kryszny tożsamą z nim). Wisznuici uważają, że dla osiągnięcia najwyższej formy doskonałości (raganuga) konieczne jest znalezienie guru, który jest w pełni oddany Radharani.
Radha żyła we Wryndawanie (wiosce w północnych Indiach), gdzie wychowywał się Kryszna. Uważana jest za żonę lub kochankę boga, według innej wersji za inkarnację Lakszmi, która przybrała formę Radhy, aby nie rozłączać się z Wisznu także w jego awatarze Kryszny.
W krysznaizmie miłość Radhy i Kryszny symbolizuje związek między duszą człowieka i bogiem. Gdy są one rozdzielone, usychają z tęsknoty za połączeniem się z sobą, tak jak Radha i Kryszna tęsknili za sobą. Ludzkie uczucie miłości i całkowitego oddania jest w krysznaizmie sposobem na połączenie się z bogiem.